# Westthrakientürken
Die Westthrakientürken (türkisch Batı Trakya Türkleri, griechisch Τούρκοι της Δυτικής Θράκης Toúrkoi tis Dytikís Thrákis) sind eine Minderheit in Westthrakien. Sie stellen die größte Gruppe der im Vertrag von Lausanne geschützten muslimischen Minderheit in Westthrakien und fielen damit ebenso wie die Istanbuler Griechen nicht unter die Konvention über den Bevölkerungsaustausch zwischen Griechenland und der Türkei vom 30. Januar 1923 und der damit einhergehenden beidseitigen Deportation von Muslimen aus Griechenland sowie griechisch-orthodoxen Christen aus der Türkei. Die Zahl aller Muslime in Westthrakien wird auf 80.000 bis 120.000 Personen geschätzt, wobei zu diesen auch die ethnischen Türken, slawische Pomaken und Roma summiert werden.

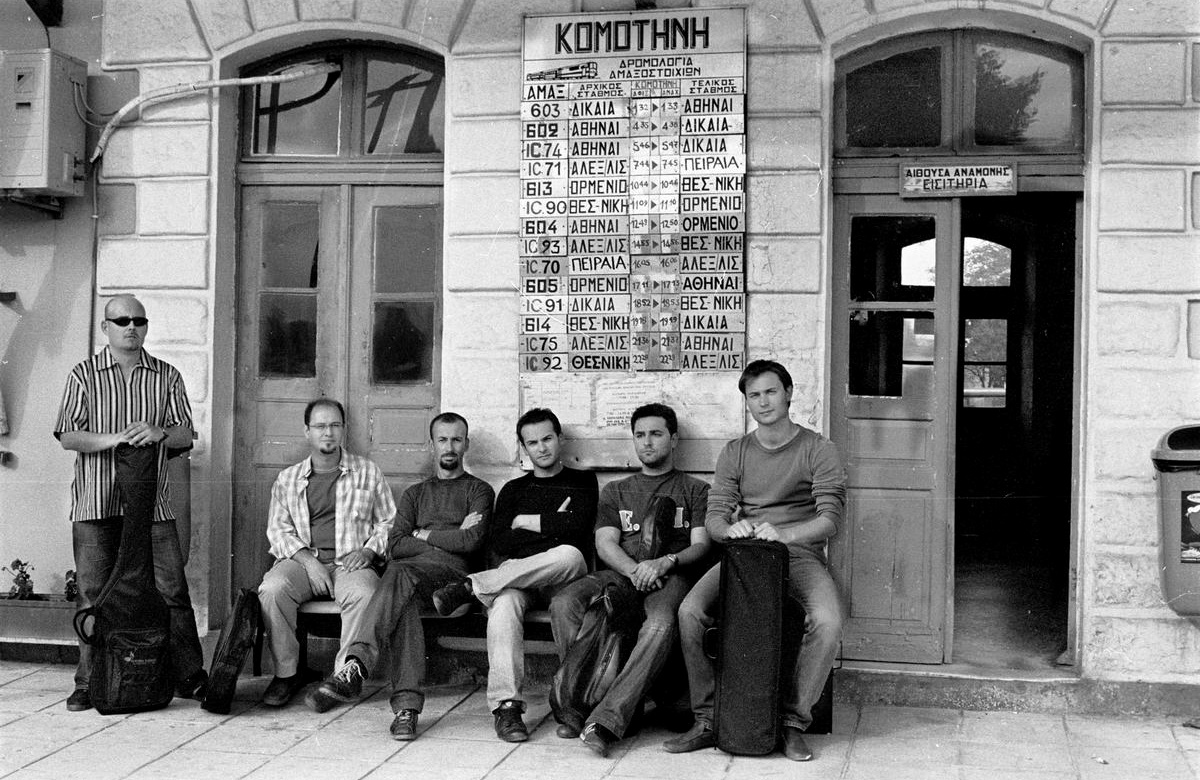
Westthrakisch-türkische Band Balkanatolia (2006)

## Definition
Die Muslime in Westthrakien sind Sunniten und sprechen Türkisch beziehungsweise balkan-osmanische Dialekte, Pomakisch und Romani. Es handelt sich damit um eine heterogene muslimische Minderheit, die aus vier unterschiedlichen Volksgruppen gebildet wird:
- ethnische Türken, die seit dem späten 14. Jahrhundert in dem Gebiet um Komotini, Xanthi und Alexandroupolis des damaligen Osmanischen Reiches siedelten;

- ethnische Griechen, die im  damaligen Osmanischen Reich zum Islam konvertiert sind und über die Zeit assimiliert wurden (beispielsweise durch Eheschließung). Die Selbstbezeichnung Türke war oft nur eine Bezeichnung für den Religionsstatus Muslim, während die griechische Identität oft mit der orthodox-christlichen Identität gleichgesetzt wurde[2]. Muslimische Griechen wurden demnach wahrscheinlich häufig einfach als Türken bezeichnet;

- die slawische Bevölkerungsgruppe der Pomaken, die schon vor der Zeit des Osmanischen Reiches in dieser Region ansässig war;

- Muslimische Roma, (Xoraxane) die ursprünglich von den Osmanen auf dem Balkan angesiedelt wurden[3]. Ihre Umgangssprache war ursprünglich das Xoraxane Romani, ein Süd-Vlachischer Dialekt[4], das noch von einigen beherrscht wird, vor allem in Xanthi und Komotini[5]. Inzwischen spricht die Mehrheit dieser Gruppe verschiedene türkische Dialekte als Muttersprache.

## Geschichte
Mit der Niederlage der serbisch-bosnisch-ungarisch-bulgarischen Armee in der Schlacht an der Mariza (1371) kam Westthrakien 1363–1364 unter osmanische Kontrolle. Der damalige Sultan des Osmanischen Reiches, Murat I., besiedelte daraufhin die neu erworbenen Gebiete mit Türken aus Anatolien. Gleichzeitig gewährte er den Christen der Region den geschützten Status der Dhimmas gemäß dem traditionellen islamischen Recht, das zur Toleranz gegenüber Nichtmuslimen im eigenen Land (Dhimmas) und zum staatlichen Schutz dieser verpflichtet.
Westthrakien blieb bis zum Ersten Balkankrieg 1912–1913 unter Osmanischer Herrschaft. Als Ergebnis des Ersten Balkankrieges fiel der größte Teil Westthrakiens 1913 unter bulgarische Kontrolle. Doch die Siegermächte konnten sich nicht über die Aufteilung der neuen Territorien einigen, so dass es 1913 zum zweiten Balkankrieg zwischen Bulgarien auf der einen Seite und Griechenland und Serbien auf der anderen Seite kam. Die Bulgarische Armee zog sich daraufhin Richtung Rhodopen-Gebirge ab. Am 14. Juli 1913 wurde die westthrakische Stadt Gümülcine (heute: Komotini) von griechischen Truppen eingenommen. Am 10. August wurde aber im Vertrag von Bukarest die Region den Bulgaren zugesprochen. Angesichts der bevorstehenden Rückkehr der Bulgaren, schlossen sich Einwohner der Region zusammen und erklärten das Gebiet am 31. August 1913 zur Provisorischen Regierung Westthrakien (später Unabhängige Regierung Westthrakien) mit Gümülcine als Hauptstadt. Im Vertrag von Konstantinopel zwischen Bulgarien und dem Osmanischen Reich am 29. September 1913 wurde das Gebiet endgültig Bulgarien zugesprochen. Die Unabhängigkeit dauerte 53 Tage, bis Bulgarien die Region mit Hilfe des osmanischen Militärs erneut besetzte.
Die Region blieb bis zum Ende des Ersten Weltkriegs Teil Bulgariens, musste aber 1919 mit dem Vertrag von Neuilly-sur-Seine an die Entente abgetreten werden. Eine gemischte – teilweise griechische – Administration der Entente kontrollierte danach das Territorium. 1920 wurde Westthrakien in dem mit Griechenland geschlossenen Vertrag von Sèvres (nicht zu verwechseln mit dem gleichnamigen Vertrag mit dem Osmanischen Reich) von der Entente an Griechenland übergeben. Das Territorium ist seitdem Teil Griechenlands.
In den nach den Balkankriegen 1912/13 an Griechenland gefallenen Gebieten (Epirus und Makedonien) lebten zu diesem Zeitpunkt 700.000 bis 800.000 Türken. Noch vor dem Ersten Weltkrieg emigrierte ein Teil von ihnen in das Osmanische Reich. Die griechische Regierung plante, diesen Prozess durch Druck auf die Türken zu beschleunigen. Dies konnte wegen der Verwicklung Griechenlands in den Ersten Weltkrieg (1915) zunächst nicht umgesetzt werden.

### Der griechisch-türkische Krieg
Kurz nach dem Ersten Weltkrieg brach 1919 der Griechisch-Türkische Krieg aus. Die griechische Regierung unter Eleftherios Venizelos sah die Chance gekommen, die Megali Idea (Vereinigung aller griechisch besiedelten Gebiete diesseits und jenseits der Ägäis) in die Tat umzusetzen. Das in Agonie liegende Osmanische Reich hatte eben den Vertrag von Sèvres unterzeichnet, der unter anderen den Griechen eine Besatzungszone in Kleinasien (Smyrna) einräumte, ihnen aber den Besitz Konstantinopels versagte. Gegen diesen Vertrag regte sich bald bewaffneter Widerstand der national gesinnten Türken unter Führung Kemal Atatürks. Der neuen türkischen Armee gelang es, die griechischen Truppen bis 1922 aus Kleinasien zu vertreiben.
Infolgedessen wurde 1923 zwischen beiden Ländern der Vertrag von Lausanne geschlossen, der große Rückwirkungen auf die Situation der ethnischen Minderheiten in Griechenland und in der Türkei hatte. Westthrakien wurde endgültig Griechenland zugesprochen. Die bereits am 30. Januar 1923 zwischen Griechenland und der Türkei vereinbarte separate Konvention zum Bevölkerungsaustausch war Teil des Vertrags von Lausanne (Art. 142). Auf Grund dieser Konvention wurden die innerhalb der griechischen Grenzen von 1913 lebenden Muslime (ca. 500.000 Menschen) in die Türkei umgesiedelt und die in Kleinasien ansässigen Griechen und griechischsprachige Gruppen (etwa 1,5 Mio. Menschen) wurden nach Griechenland gebracht.
Von dem Bevölkerungsaustausch zwischen Griechenland und der Türkei ausgenommen waren die Griechen in Istanbul, und auf den Inseln Imbros (Gökçeada) und Tenedos (Bozcaada). Im Gegenzug konnten die Türken und Pomaken im eben an Griechenland gefallenen Westthrakien (ca. 110.000 Menschen) ebenfalls in ihrer Heimat bleiben. Gemäß der Konvention von Lausanne wurden die Nichtgriechen in Westthrakien zwar als religiöse, nicht aber als nationale Minderheit anerkannt. Der Haupttext des Vertrags von Lausanne verweist auf sie als muslimische Minderheiten Griechenlands. Der Vertrag regelte in Art. 37–45 den Schutz der religiösen Minderheiten in Griechenland und der Türkei. Für die Türken in Westthrakien ist er bis heute die wesentliche Rechtsgrundlage ihrer Gruppenrechte.
Nach 1923 spiegelte sich die wechselseitige Behandlung der griechischen Minderheit in Istanbul und der türkischen Minderheit in Westthrakien stets auf die griechisch-türkischen zwischenstaatlichen Beziehungen wider und umgekehrt. Beide Minderheiten profitierten vorerst von der Annäherung beider Staaten, die durch die zwei ehemaligen Rivalen Mustafa Kemal Atatürk und Eleftherios Venizelos in die Wege geleitet wurde. Diese Phase dauerte von 1930 bis 1955.
Angesichts der aus dem faschistischen Italien drohenden Angriffsgefahr unterzeichneten beide Staaten im September 1933 einen Freundschaftspakt. Nach dem Zweiten Weltkrieg verbündeten sich Griechenland, die Türkei und Jugoslawien angesichts der sowjetischen Ausdehnungen mittels eines Vertrages für Freundschaft und gegenseitige Unterstützung, auf den ein Jahr später der Balkanpakt folgen sollte.
Während eines Staatsbesuchs in Griechenland im Jahre 1954 bezeichnete der damalige türkische Präsident Celâl Bayar die griechisch-türkische Freundschaft als “das beste Beispiel dafür, wie zwei Länder, die sich irrtümlicherweise jahrhundertelang gegenseitig misstraut hatten, sich nun als ein Resultat der Einsicht in die Realitäten des Lebens für vertraute und loyale Zusammenarbeit entschieden haben.”

### Folgen des Zypernkonflikts
Allerdings sollte sich die Situation nach 1955 im Zuge des Zypernkonflikts ändern – der Zypernkonflikt wirkte sich negativ auf das Schicksal der türkischen Minderheit in Griechenland und das der griechischen Minderheit in Istanbul aus. Die Bestrebungen der Zyperngriechen sich von der britischen Kolonialherrschaft loszureißen und Zypern an Griechenland anzuschließen, dem Enosis, endeten oftmals in blutigen Übergriffen auf die Zyperntürken, die damals 20 % der Gesamtbevölkerung der Insel ausmachten und sich einer Vereinigung der Insel mit Griechenland widersetzten. Die Attacken der griechischen Zyprer auf die türkischen Zyprer lösten wie du mir, so ich dir-Gegenmaßnahmen gegen die griechische Minderheit Istanbuls aus. Vermutlich durch die damalige Regierung des Ministerpräsidenten Adnan Menderes angeordnete groß angelegte Gewalt in der Nacht vom 6. auf den 7. September 1955 gegen die griechische Minderheit Istanbuls zerstörte geschätzte 3.000 bis 4.000 Geschäftsläden und hatte zur Folge, dass Tausende ethnischer Griechen aus Angst vor weiteren Gewaltausschreitungen aus Istanbul flüchteten. Auf die auch nach der Unabhängigkeit im Jahre 1960 weitergehende Gewalt auf der Insel, die mit den blutigen Übergriffen auf die türkischen Zyprer im Dezember 1963 anfingen („Blutige Weihnachten“), antwortete die türkische Regierung damit, dass sie die Aufenthaltserlaubnis von 12.000 Griechen Istanbuls für ungültig erklärte und deren Eigentum beschlagnahmte. Im Juli 1974 drang die Türkei als Garantiemacht gemäß dem Londoner Garantievertrag auf Zypern ein, nachdem der Putsch des fanatischen Türkenhassers Nikos Sampson die gewählte Makarios-Regierung abgesetzt hatte, um die Vereinigungsbemühungen mit Griechenland voranzutreiben. Letzten Endes besetzte die Türkei ca. 40 % der Insel.
Nach dem antigriechischen Pogrom von Istanbul 1955 in der Türkei, der zu einer Massenauswanderung von Angehörigen der dortigen griechischen Minderheit führte, verstärkte auch Griechenland den Druck auf die türkische Minderheit in Westthrakien. Den ethnischen Türken gehörendes Land wurde durch den Staat in Besitz genommen, Berufslizenzen wurden verweigert, Zwangsemigrationen wurden durch den einseitigen Entzug der Staatsbürgerschaft bewirkt (zwischen 1955 und 1998 waren davon ca. 60.000 Minderheitenangehörige betroffen), religiöse Freiheiten wurden eingeschränkt. Mitte der 80er Jahre hatten die Diskriminierungspraktiken zu Veränderungen der zivilen Rechte der türkischen Minderheit geführt, die zum damaligen Zeitpunkt von Sadık Ahmet bis zu dessen Tod geführt wurde. Diese Diskriminierung ging erst Anfang der 90er Jahre zurück.
Heute beträgt ihre Zahl etwa 50.000 – 60.000 Personen. Nach türkischen Quellen lag die türkische Einwohnerzahl im Jahre 1923 in Westthrakien bei 129.120 und stellte damit 67,4 Prozent der Bevölkerung in diesem Gebiet. Heute liegt ihre Zahl deutlich unter 20 Prozent.

### Ära Sadık Ahmets und ihre Auswirkungen auf die türkische Minderheit
Die Ära unter der Führung Sadık Ahmets (Sadik Achmet) hat eine immense Bedeutung in der Geschichte der türkischen Minderheit. Sie bedeutet für sie nach jahrzehntelanger institutionalisierter und etablierter Einschüchterungs- und Diskriminierungsmethodiken den schwierigen Ausweg aus der politischen Isolation.
Sadık Ahmet machte die damalige Helsinki Watch, die heutige Human Rights Watch, auf die Minderheitenpolitik des EU-Mitglieds Griechenland aufmerksam, die daraufhin ihren ersten Bericht über Menschenrechtsverletzungen Griechenlands am 1. August 1990 veröffentlichte. Auf weitere Menschenrechtsverletzungsberichte über Griechenland bezüglich der türkischen Minderheit sollten auch Berichte über die ähnliche Problematik der slawischen Minderheit in der griechischen Region Makedonien folgen.
Sadık Ahmet bekam im Januar 1990 für die Bezeichnung der „Minderheit als türkische Minderheit“ während seiner Wahlkampagne eine Haftstrafe auferlegt. Da der Prozessverlauf von internationalen Beobachtern beobachtet und vom niederländischen Fernsehen gefilmt wurde, hagelte es internationale Proteste auf Griechenland.
Zwei Tage nach dem Prozess kam es zu Gewaltausschreitungen von bis zu 1000 griechischen Extremisten in Komotini, während der über 400 türkische Geschäftsläden zerstört und 21 Menschen verletzt wurden. Die griechische Polizei schaute tatenlos zu.
Der CDU-Politiker und spätere Europaabgeordnete Werner Langen setzte sich im Zuge der internationalen Proteste ebenfalls für die Westthrakientürken ein. Im Nachrichtenmagazin Focus erschien in der Ausgabe vom 29. April 1995 mit der Überschrift Ärger mit Griechenland – Politischer Sprengstoff: Die türkische Minderheit in Westthrakien erkor Deutschland zur Protestplattform unter Befragung Langens erstmals ein Bericht über die Westthrakientürken. Die Stellungnahme zu den internationalen Protesten kam ca. einen Monat später vom Griechischen Generalkonsulat München. Nach Ansicht von Dr. Nikolaos Sotiriou gebe es keine Menschenrechtsverletzungen in Griechenland und diese gelte „ebenfalls für die griechischen Muslime im Nordosten des Landes.“ Wie in der Focus-Ausgabe vom 22. Mai 1995 darüber hinaus berichtet wurde, wäre es nach Ansicht von Dr. Sotiriou nicht korrekt von „Türken“ zu sprechen, da der Vertrag von Lausanne von „Muslimen“ spreche.
Im Zuge dieser mit rasanter Geschwindigkeit geschehenden Ereignisse hatten die Westthrakientürken Deutschland als Protestplattform ausgewählt.
Am 24. Juli 1995, exakt am 72. Jahrestag der Unterzeichnung des Vertrags von Lausanne, starb Sadık Ahmet bei einem Autounfall.
Die durch Sadık Ahmet initiierten Verbesserungen der Lage der Minderheit sollten so weit gehen, dass im Jahre 1998 der seit 1955 geltende Artikel 19 des Griechischen Staatsangehörigkeitsgesetzes, auf dessen Grundlage über die letzten Jahrzehnte nach Angaben der Gesellschaft für bedrohte Völker insgesamt 60.000 Westthrakientürken ausgebürgert worden waren, abgeschafft werden sollte.
Sadık Ahmet gilt unter der türkischen Bevölkerung Westthrakiens als Held. Sein Tod beim Zusammenprall mit einem bei Nacht unbeleuchtet fahrenden Traktor gilt für die türkische Minderheit als Attentat zur Beseitigung des Politikers.

## Rechtsstatus
Gemäß dem Lausanner Vertrag genießen die Muslime im westlichen Thrakien (Türken, Pomaken und Roma) Minderheitenschutz. Es ist ihnen erlaubt, ihre eigenen religiösen Einrichtungen zu pflegen. Türkisch im westlichen Thrakien ist von Rechts wegen als Minderheitensprache in Griechenland anerkannt. Gleichwohl müssen die Türken in Griechenland vielerlei Zurücksetzungen erdulden und sie führen seit Jahrzehnten einen politischen Kampf um die Umsetzung ihrer Gruppenrechte. Im Zeitraum von 1955 bis 1998 wurde 60.000 Angehörigen der Minderheit die Staatsbürgerschaft aberkannt.
Unzureichend ist der muttersprachliche Unterricht für die Minderheit. Gemäß einem griechisch-türkischen Abkommen von 1955 durften jeweils 35 Lehrer an den Mittelschulen des anderen Landes unterrichten. Diese Zahl wurde 1988 von der griechischen Regierung mit Verweis auf das Gegenseitigkeitsprinzip auf 16 reduziert. Begründet wurde dies damit, dass die griechische Minderheit in Istanbul, bedingt durch Flucht infolge des Pogroms von Istanbul von 1955, die Zwangsausbürgerung von 12.000 Istanbuler Griechen 1964 und Auswanderung, marginalisiert worden war und deshalb kaum mehr Lehrer benötigte. Nur 1000 Schulkinder, die pro Jahr die Grundschule abschließen, werden per Losverfahren in eine der beiden Mittelschulen für die Minderheit vermittelt. Unabhängig von der Gesamtzahl der Grundschulabgänger können von jeder Grundschule nur 40 Kinder eine dieser Schulen besuchen. Die übrigen 900 Schulkinder (2001) müssen auf eine einsprachige griechische Mittelschule gehen oder eine Schule in der Türkei besuchen.

### Politische Partizipation
Die muslimische Minderheit bildete Anfang der 90er Jahre Parteiformationen wie die „Partei für Gleichheit, Frieden und Freundschaft“. Diese waren zeitweise durch zwei Abgeordnete (die Türken Sadık Ahmet und İbrahim Şerif) im griechischen Parlament vertreten, was jedoch nach der Erhöhung der Ein-Prozent- auf eine Drei-Prozent-Hürde nicht mehr gelang (Diese Drei-Prozent-Hürde gilt auch für unabhängige Kandidaten). In der jetzigen Legislaturperiode stammt der Abgeordnete İlhan Ahmet der konservativen Nea Dimokratia aus der muslimischen Minderheit. Die PASOK hat im Mai 2006 eine türkische Kandidatin für das Amt der Präfektin in der Region Rodopi aufgestellt.
Konfliktpunkte mit dem griechischen Staat bestehen in der aktuell untersagten Benennung von Vereinen unter Verwendung des Adjektivs „türkisch“ (trotz zweier Urteile zugunsten der „Türkischen Union von Xanthi“ (İskeçe Türk Birliği) seitens des Europäischen Gerichtshofes für Menschenrechte wird die Vereinigung nicht zugelassen) und dem Anliegen, die führenden islamischen Rechtsgelehrten (Muftis), die zurzeit als Beamte vom Staat ernannt werden, durch Wahlen zu bestimmen. Die Benachteiligung der Muslime bei der Erteilung von Bau- oder Gewerbegenehmigungen wurden im vergangenen Jahrzehnt abgebaut. Bei der Bewerbung um Stellen im Dienst der Gemeinden in der Minderheitenregion werden die Türken jedoch weiterhin diskriminiert.

### Die Artikel-19-Geschädigten
Auf der Grundlage des 1955 eingeführten Artikel 19 des Griechischen Staatsbürgerschaftsgesetzes wurden bis 1998 ca. 60.000 Türken ausgebürgert. Der Artikel erlaubte die Ausbürgerung von „Personen, die nichtgriechischer ethnischer Abstammung waren und die das Land ohne der Absicht auf Rückkehr verlassen hatten“.
Nach Angaben von Human Rights Watch und der Gesellschaft für bedrohte Völker wurde durch dieses Gesetz die Ausbürgerung zu einem einfachen Verwaltungsakt ohne Anhörung der Ausgebürgerten. Die meisten der Ausgebürgerten erfuhren erst bei ihrem Einreisevorhaben an der griechischen Grenze, dass sie nicht nach Griechenland einreisen dürften, da sie ausgebürgert worden waren.
Am 11. Juni 1998 wurde der Artikel 19 abgeschafft. Nach Angaben von Human Rights Watch verstieß das Gesetz gegen mehrere Abkommen, die Griechenland unterzeichnet hatte, und nicht zuletzt verstieß es auch gegen die Griechische Verfassung selbst, da es unter anderen mit der Gleichheit aller Bürger vor dem Gesetz (isonomia) nicht vereinbar war.

## Kultur
Für die Kinder der türkischen Minderheit besteht eine Schulpflicht von sechs Jahren. Über den Besuch der weiterführenden Minderheitenschulen in Xanthi (İskeçe) oder Komotini (Gümülcine) entscheidet ein Losverfahren, da nicht genügend Plätze vorhanden sind. Viele Westthrakientürken entscheiden sich, ihre Kinder an allgemeine Schulen zu schicken.
Einige Zeitungen und Wochenzeitschriften sowie lokale Radiosender bringen Beiträge auf Türkisch. Das örtliche öffentlich-rechtliche Radio sendet Nachrichten auf Türkisch, und die Gemeinde Komotini bietet einen der türkischen Satellitenkanäle an.
Seit einigen Jahren wird im griechischen Fernsehen wöchentlich die Fernsehserie Μη μου λες αντίο (deutsch: Sag mir nicht Lebwohl) ausgestrahlt. Die Serie erzählt die problematische Liebesgeschichte zwischen einer Griechin und einem Westthrakientürken. Die Griechin kommt zum Studieren nach Komotini und lernt an der Universität den türkischstämmigen Murat kennen – beide verlieben sich ineinander. Die Serie ist deshalb von Bedeutung, da sie zum ersten Mal das Thema der Minderheit in Westthrakien darstellt bzw. überhaupt bekannt macht.
Im Jahre 1988 wurde die Föderation der Westthrakientürken in Europa als gemeinnütziger Dachverband aller in der Vergangenheit gegründeten europaweiten Vereine der Westthrakientürken gegründet. Während die einzelnen Ortsvereine Familientreffpunkte für die türkische Minderheit Griechenlands sind, ist die Föderation der ausschließlich politische Arm aller Vereine mit dem Ziel sich in Europa und weltweit mehr Gehör zu verschaffen. Die Föderation nimmt regelmäßig an OSZE-Konferenzen teil.